# Melissa Martin
Melissa Martin (* 12. Juli 1976 in Adelaide als Melissa Vacca) ist eine ehemalige australische Squashspielerin.

## Karriere
Melissa Martin spielte von 1993 bis 2006 auf der WSA World Tour und gewann in dieser Zeit zwei Titel. Ihre höchste Platzierung in der Weltrangliste erreichte sie mit Rang 25 im Oktober 2006. Zwischen 1997 und 2005 stand sie viermal im Hauptfeld der Weltmeisterschaft. Sie schied jedes Mal in der ersten Runde aus. Mit der australischen Nationalmannschaft nahm sie 2004 und 2006 an der Weltmeisterschaft teil. 2004 wurde sie mit der Mannschaft Weltmeister.
Sie ist verheiratet mit dem ehemaligen Squashspieler Brett Martin.

## Erfolge
- Weltmeister mit der Mannschaft: 2004
- Gewonnene WSA-Titel: 2